# الشطابة (بوهريات)
الشطابة هو دُوَّار يقع بجماعة إسلي، عمالة وجدة أنكاد، جهة الشرق في المملكة المغربية. ينتمي الدوّار لمشيخة بوهريات التي تضم 5 دواوير. يقدر عدد سكانه بـ 97 نسمة حسب الإحصاء الرسمي للسكان والسكنى لسنة 2004.

## روابط خارجية
- البوابة الوطنية للجماعات الترابية
- المندوبية السامية للتخطيط